# Najden Gerow
Najden Gerow (bułg. Найден Геров, ur. 23 lutego 1823 w Kopriwszticy, zm. 9 października 1900 w Płowdiwie) – bułgarski działacz oświatowy odrodzenia narodowego, poeta i publicysta.
W 1845 napisał pierwszy poemat w języku nowobułgarskim – Stojan i Rada. Jest autorem wielu wierszy patriotycznych i liryków pejzażowych i miłosnych. Zbierał bułgarski folklor, opracował pierwszy słownik języka bułgarskiego (wydany w pięciu tomach w latach 1895–1904) zawierający ponad 70 tys. haseł ilustrowanych ludowymi porzekadłami i przysłowiami. Od 1881 należał do Bułgarskiego Towarzystwa Książkowego.